# Lietuvos aidas (газета)

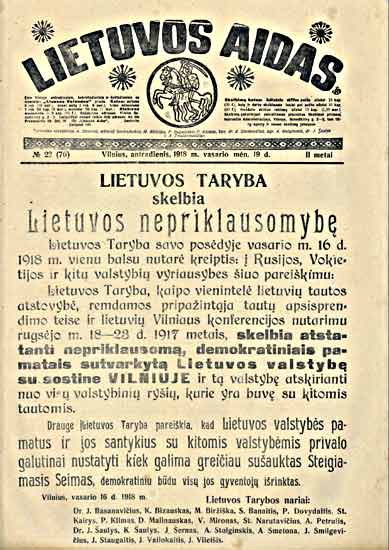
Номер газети з Актом про незалежність Литви

Lietuvos aidas («Відлуння Литви») — литовська газета, яка виходила з 6 вересня 1917 до 31 грудня 1918 у Вільнюсі і з 1 лютого 1928 до 16 червня 1940 в Каунасі; «Державна газета», яка виходила щодня з 8 травня 1990 у Вільнюсі як відновлена довоєнна газета 1917 — 1918 і 1928 — 1940. Паралельно у 2006 — 2012 виходила альтернативна газета з такою самою назвою, що також оголошувала себе наступницею газети 1917 — 1918 і 1928 — 1940. 

## Історія
Газету заснував Антанас Смятона.  
З 21 вересня 1917 до кінця 1918 газета «Lietuvos aidas» виходила як офіційний орган Литовської Таріби.  
Антанас Смятона був її офіційним редактором; також в газеті працювали редактори Петрас Клімас (1917 — 1918), Людас Норейка (1918).  
В період формування литовської держави в ній публікувалися прийняті урядом постанови, закони, інші офіційні документи.  
19 лютого 1918 «Lietuvos aidas» опублікувала Акт про незалежність Литви (майже весь тираж номера був конфіскований німецькою окупаційною владою). 
У газеті також відображалося політичне, економічне, культурне життя Литви, найважливіші події в Литві і світі. Газета виходила тричі на тиждень.  
На сторінках газети і її щомісячного додатку „Luosoji valanda“ (1917 — 1918) опубліковано чимало художніх творів литовських поетів і письменників.  
Випускався щотижневий додаток „Mūsų ūkis“ («Наше господарство»; 1918).  
З 6 вересня 1917 до 9 листопада 1918 за вимогою німецької цензури друкувалися переклади литовських статей німецькою мовою „Litauisches Echo“ і надсилалися до Берліну.  
Видавцем був Людас Норейка (1918). З газетою співпрацювали Миколас Біржішка, Петрас Клімас, Пяліксас Бугайлішкіс, Александрас Стульгінскіс, Юозапас Станкявічюс, Антанас Жмуйдзінавічус, Юозас Тумас та інші. Наклад сягав 20000 примірників (1918). Видання газети перервалося 31 грудня 1918 з переїздом литовського уряду до Каунасу. Всього до кінця 1918 вийшло 214 номерів. 
Замість газети «Lietuvos aidas» у Вільнюсі була започаткована газета „Nepriklausomoji Lietuva“, в Каунасі — щоденна газета „Lietuva“. 

### 1928 — 1940
Газета «Lietuvos aidas» наново почала виходити 1 лютого 1928 замість щоденних газет «Летува» ("Lietuva") і «Летувіс» ("Lietuvis") як офіціоз Спілки литовських народовців («таутининків») і уряду Литви. Відновлена газета виходила щодня, з 1935 — двома випусками (ранковим та вечірнім), з другого півріччя 1939 — трьома. Видавцем значився спочатку Валентинас Густайніс (1928), потім товариство "Pažanga" (1928 — 1940). З газетою співпрацювали Аугустинас Грицюс, Фаустас Кірша, Броніс Райла та інші відомі публіцисти. 
«Lietuvos aidas» була найбільшою газетою країни: її обсяг становив 14-16 сторінок, тираж — близько 90 тисяч примірників (1939). Редактори: Валентинас Густайніс (1928 — 1932), Ігнас Шейнюс (1933 — 1934), Сімас Александравічюс (Алексінас-Александравічус; відповідальний редактор, 1933 — 1935), Вітаутас Алантас (1934 — 1939), Александрас Меркеліс (1939), Домас Цесявічюс, Бронюс Томас Дірмейкіс (1940). 
З 17 червня до 16 липня 1940 газета була офіціозом Народного уряду Литви, редактором був Йонас Шимкус. Незабаром в тому ж 1940 на місці газети «Lietuvos aidas» почала виходити газета «Дарбо Летува» ( „Darbo Lietuva“, «Трудова Литва»). 

## Відновлена газета
Перший номер відновленої газети вийшов 8 травня 1990 як видання Сейму і Уряду Литовської республіки (1990 — 1992), пізніше видавалася як незалежне періодичне видання.  
Видавало газету закрите акціонерне товариство „Lietuvos aidas“ (1992 — 2004), з 2004 „Trakų spaustuvė“. Газета виходила п'ять разів на тиждень. Головними редакторами були Саулюс Стома (1990 — 1994), Саулюс Шальтяніс (1994 — 1996), Рома Дануте Грінбергене (1997 — 1998), Р. Варнаускас (1998 — 2000), А. Дріжюс (2000 — 2001), Альгірдас Пільвяліс (з 2001 по смерті в 2016).  
Тираж становив у 1990 — 51000 екз. в 1993 — 66000 екз., в 1997 — 19000 екз., в 2007 — 15000.  
З 1994 в якості культурного додатку почала виходити щотижнева газета „Šiaurės Atėnai“ («Шяурес Атена», «Північні Афіни»), з 1996 — додаток „Autobirža“ з 1997 — „Kauno žinios“ і „Šeštadienis“. 
23 грудня 2006 вийшов № 1 (10087) альтернативної газети з тією ж назвою. Головний редактор —фотожурналіст Антанас Алішаускас, заступник головного редактора Рімантас Матуліс, видавець — закрите акціонерне товариство „Adenita“. Редакцію склали звільнені Альгірдасом Пільвялісом колишні працівники його газети. За словами Алішаускаса, Пільвяліс належним чином не зареєстрував назву газети в патентному бюро, що створило можливість відродити ту газету «Lietuvos aidas», яка повернула б читачів, що були розчаровані газетою Пільвяліса.  
Обидві газети оголошували себе заснованими Антанасом Смятоною 6 вересня 1917 і до своєї нумерації включали всі номери газети до 23 грудня 2006. Після банкрутства ЗАТ „Adenita“ в 2012 вихід альтернативної газети припинився. 